# Libertad de Norman
Libertad de Norman (del inglés, I Love Liberty) fue un especial de televisión musical y dramático estadounidense, transmitido en 1982. Era un programa de variedades patriótico, anunciado como un "saludo a la libertad"; los invitados incluyeron Dionne Warwick, Desi Arnaz Jr., Patty Duke, Jane Fonda, Burt Lancaster, Walter Matthau, Mary Tyler Moore, Barbra Streisand, Martin.
El programa fue creado y presentado por el guionista y productor Norman Lear.